# 琴學秘訣
《琴學秘訣》古琴譜，清光緒二十四年漢卿編。

## 琴譜介紹
這是一本由延祐堂鈔寫於清光緒戊戌的鈔本琴譜，現歸四川省圖書館收藏。該書書題下署“漢卿新譜”故知其編者爲漢卿，延祐堂或其堂名。